# رعاية المجتمعات
رعاية المجتمعات (sponsored communities) هي أحد أنواع الشبكات الاجتماعية (social network) وهي مجتمعات أنشأت على الإنترنت بواسطة الحكومات، المؤسسات الربحية التجارية أو مؤسسات لاربحية بهدف تحقيق الأهداف التنظيمية. وهذه الأهداف من الممكن أن تختلف على حسب التوجه.

## أنواع رعاية المجتمعات

### رعاية المجتمعات الحكومية
- فعندما نأتي إلى المؤسسات الحكومية قد يكون الهدف هو زيادة المعلومات المتاحة للمواطنين.
- أو قد يكون الهدف توعية المواطنين وإيجاد فرص عمل.

### المجتمعات الغير ربحية
- قد تكون هذه المجتمعات تابعه لمنظمات غير ربحية مثل مجتمع لمكافحة التدخين يزودهم بمعلومات عن أضرار التدخين ويساعدهم في دعمهم للإقلاع عنه.
- الجمعية السعودية لمرضى السرطان وهدفها تزويد المرضى بما يحتاجوه من معلومات عن المرض ودعم المرضى.[1]

### المجتمعات التجارية
- قد يكون المجتمع تبع لشركة تجارية مثل palmOne وهنا مستخدمي هذا الجوال يتفاعلون مع بعضهم البعض ويتلقون الدعم في المشاكل التقنية التي تواجههم.
- أو قد يكون هذا المجتمع يقوم بأعمال خيرية تدعمه شركة تجارية مثل تايد وحملتها «تايد تحمل الأمل» Tide Loads of Hope
- وقد يكون هو موقع تابع لمنتج (product) مثل تايد[2]

وهذا المنتج تابع لشركة بروكتر & قامبل (Procter&Gamble) وهنا تعمل ترويج في هذا المجتمع لمنتجها تايد وتدع زبائنه يتواصلون هناك
وهو تابع لمنتج «أولويز» الذي بدوره هو تابع لشركة (Procter&Gamble)
- أو قد يكون هدفها هو مزادات على الإنترنت مثل ebay

ولو أجرينا مقارنة بين المجتمعات التجارية (commercial community) وبين المجتمعات اللاربحية (nonprofit community) وأخذنا مثلاً مجتمع palmone كتجاري ومجتمع العافية (wellness community) كلاربحية
نجد أن هدف مجتمع palmone هو تزويدنا بمعلومات عن المنتج ودعم الزبائن، لكن wellness community هدفه بتوعيتنا عن معلومات عن المرض ودعم المريض. وفي palmone نرى أنه يجني منه ربح مادي والآخر لا يتطلع إلى الربح المادي من هذا المجتمع.

### الشبكة الاجتماعية الداخلية للشركة
العديد من الشركات أمثال Cisco, IBM, HP طورت شبكات اجتماعية داخلية للشركة (internal corporate social networks) بهدف مشاركة المعرفة بين الموظفين.

## الخلاصة
المنظمات الراعية (sponsored-organization) لديها أصحاب مصلحة رئيسين (stakeholders) ومستفيدين مثل الزبائن (customer) والموظفين (employees) الذين هم جزءا لا يتجزأ منها، ولذلك أسست هذه المجتمعات لتعزز العلاقة بين المنظمة والأعضاء سواء كانوا هم زبائن أو موظفين.